# Dirck Jacobsz
Dirck Jacobsz (n. 1496, Amsterdam, Țările de Jos Habsburgice⁠(d) – d. 1567, Amsterdam, Țările de Jos Habsburgice⁠(d)) a fost un pictor renascentist neerlandez. Locul său exact de naștere nu este cunoscut, dar a fost undeva lângă Amsterdam.

## Cariera
Născut într-o familie de pictori, el a fost inițiat prima dată de tatăl său, Jacob Cornelisz van Oostsanen. Jacobsz a fost profund influențat de stilul manierist al colegului său din Amsterdam, Jan Van Scorel. Pictura sa, Arbaletrierii (1529), a fost considerată cea mai importantă lucrare a sa și a fost primul portret al unei miliții din istoria olandeză. S-a căsătorit cu Marritgen Gerritsdr în 1550, și au avut doi copii, Maria Dircksdr și Jacob Dircksz. Jacob a devenit mai târziu pictor. A pictat două portrete ale grupurilor de gardieni civici, care se află la Muzeul Ermitaj din Sankt Petersburg.

## Legături externe
- Entry in Amsterdam Rijksmuseum catalogue Arhivat în 10 octombrie 2012, la Wayback Machine.